# 山腳 (屏東縣)
山腳，是台灣屏東縣恆春鎮的一個傳統地域名稱，位於該鎮西南部。相較於今日行政區，其範圍大致包括山腳里不含城南里及城西里所夾凸出部分、城西里西部、城南里東部邊界地帶及南部邊界地帶、網紗里南部東側凸出部分。
本地區境內主要聚落為南門外、林投尾、出火，設有恆春工商。

## 歷史
台灣日治初期，山腳地區為一街庄，稱為「山腳庄」（舊制街庄），隸屬於宣化里。該庄昔日北邊西半葉與東半葉之北與網紗庄為鄰，兩半葉之間所夾為恆春街，東半葉之北、東及東南與射麻裡庄為鄰，南邊為鼻仔頭庄，西南邊為龍泉水庄，西半葉之西西邊為槺榔林庄、大平頂庄。
1901年（日治明治三十四年）11月11日，全台廢縣廳改設二十廳，該庄隸屬於恆春廳。1904年（明治三十七年）5月1日，該庄編入「恆春區」，隸屬於恆春廳。1909年（明治四十二年）10月25日，全台合併二十廳為十二廳，恆春區改隸屬於阿緱廳。1920年（大正九年）10月1日，全台地方制度大改正，廢十二廳改設五州二廳，該庄改制為「山腳」大字，隸屬於高雄州恆春郡恆春庄（新制街庄）。1940年（昭和十五年）6月17日，恆春庄改制為恆春街。
戰後恆春街改制為恆春鎮，隸屬於高雄縣，大字亦改制為里。1950年（民國39年）10月1日，高、屏分治，恆春鎮改隸屬於屏東縣。
相較於今日行政區，本地區的範圍大致包括山腳里不含城南里及城西里所夾凸出部分、城西里西部、城南里東部邊界地帶及南部邊界地帶、網紗里南部東側凸出部分。

## 聚落
本地區發展較早的聚落為南門外、林投尾、出火、大崎（已消失），在日治期初期的官方地圖上已有記載。

## 交通
省道台26線是楓港至達仁的幹道，路線呈U字形，目前並未全線通車，其主要通車路段（楓港至港口）以外環道形式經過本地區南門外聚落西側、林投尾聚落。由該道路北行可前往車城鄉、枋山鄉，並止於楓港地區的省道台9線路口；南行可前往恆春鎮南部、滿州鄉東南部，並止於港口地區茶山聚落旁的縣道200甲線終點路口。
縣道200號是恆春至港仔的道路，經過本地區東半葉暨出火聚落。由該道路西行可前往恆春鎮恆春市區，轉北並止於網紗地區的省道台26線路口；東行可前往滿州鄉，並止於九棚地區港仔聚落旁的省道台26線港仔至旭海路段起點路口。
鄉道屏157線是頭溝至恆春的道路，其南側端點（終點）位於本地區西半葉東北部邊界地帶的省道台26線路口。
鄉道屏159線是恆春至龍水的道路，其北側端點（起點）位於本地區北部中央偏西的縣道200號路口，由北向南蜿蜒而行，會經過本地區的林投尾聚落。

## 學校
- 恆春工商